# Contea di Bellingen
La contea di Bellingen è una Local Government Area che si trova nel Nuovo Galles del Sud. Essa si estende su una superficie di 1.602 chilometri quadrati e ha una popolazione di 13.450 abitanti. La sede del consiglio si trova a Bellingen.